# إذاعة وتلفزيون جيبوتي
إذاعة وتلفزيون جيبوتي (RTD) هي الإذاعة الوطنية لجيبوتي، تنتج وتبثّ برامج تلفزة وراديو، وهي ملك لحكومة جيبوتي. تنشر بانتظام من خلال موقعها على الإنترنت نشرات أخبار باللغات العربية والفرنسية والصومالية والعفرية، وتبث أيضا من مدينة جيبوتي
مواقع